# Luís Carlos Orcina
Luís Carlos Orcina (Santa Vitória do Palmar, 23 de setembro de 1946), é um ex-futebolista brasileiro.
Orcina iniciou a carreira jogando em clubes de sua cidade natal, Santa Vitória do Palmar. Em seguida, jogou no Farroupilha e no Bagé, onde tornou-se ídolo. Foi contratado pelo Grêmio em setembro de 1973, permanecendo até o seguinte, quando foi emprestado ao Caxias.
De Caxias do Sul, Orcina transferiu-se para Florianópolis, onde jogou no Figueirense em 1975; retornou ao Bagé em 1976. Passou por Sampaio Corrêa e Guarany de Bagé, retornando à Santa Vitória do Palmar para encerrar a carreira de jogador nos clubes da cidade.
Como treinador, Orcina foi campeão citadino de 1990 pelo Rio Branco de Santa Vitória do Palmar.